# 宮崎県体育館
宮崎県体育館（みやざきけんたいいくかん）は、宮崎県宮崎市にある体育館。

## 概要
施設は宮崎県が所有し、財団法人宮崎県スポーツ施設協会が指定管理者として運営管理している。
本館、別館第一・第二・第三競技場、登攀壁からなる。
1999年3月28日、WBA世界スーパーフライ級タイトルマッチヘスス・ロハス vs 戸高秀樹戦の会場に使用された。
本館は2010年10月からbjリーグ・宮崎シャイニングサンズのホームアリーナになった。
2021年3月4日、宮崎県は2028年4月までに県体育館を廃止する方針を発表した。施設の老朽化と宮崎県で2027年開催予定の国民スポーツ大会開催による新施設整備が廃止理由。

## 施設概要
本館
- 1,710m2
- バレーボール3面、バスケットボール2面、バドミントン8面、卓球15面、体操10種目、ハンドボール 1面、レスリング、ウェイトリフティング、フェンシング、柔道、剣道、ボクシング
- 固定席1,780席、移動席2,400席、計4,180席
- 別館第一競技場
- 620m2
- バレーボール1面、バスケットボール1面、バドミントン3面、卓球4面

別館第二競技場
- 432m2
- 武道

別館第三競技場
- 432m2
- 武道、レクリエーション等

登攀壁
- メインウォール（屋外）、サブウォール（室内）

## 交通アクセス
- JR宮崎駅東口より徒歩10分